# Регистър Булстат
Национален регистър БУЛСТАТ е единен национален административен регистър, поддържан от Агенцията по вписванията, която осъществява дейности по вписванията в него, издаването на справки и удостоверения за вписаните обстоятелства.
БУЛСТАТ е основният регистър, използван от останалите административни регистри и информационни системи за единна идентификация на всички юридически и други единици, извършващи дейност в Република България. Той е основен източник на информация за Регистъра на статистическите единици и за статистически изследвания.
От 01.05.2016 г. регистрациите в Регистър Булстат са достъпни чрез интернет.
Информацията в регистър БУЛСТАТ се съхранява в единна информационна система, която поддържа национална база данни. За всяко лице, подлежащо на вписване в регистъра, се води дело в електронна форма. В делото се прилагат заявленията, документите, удостоверяващи вписаните обстоятелства, и други документи.
Заявленията за вписване на обстоятелства в регистър БУЛСТАТ и приложенията към тях, се подават по електронен път или на хартиен носител  в службите по регистрация на Агенцията по вписванията, намиращи се в седалищата на окръжните съдилища.